# Lagostrophinae
Lagostrophinae — підродина родини Кенгурових. Вміщує два роди тварин. Проведений авторами (Prideaux & Warburton, 2010) остеологічний аналіз показав, рішучу підтримку створення плезіоморфічної (на основі та еволюційної історії) клади Lagostrophinae, що містить роди Lagostrophus і Troposodon, які, ймовірно, виникли на початку міоцену.